# Bumetopia lanhsuana
Bumetopia lanhsuana là một loài bọ cánh cứng trong họ Cerambycidae.